# Ronald Reyman
Ronald Osborn Reyman född 26 augusti 1928 i Chicago, död 30 oktober 1998 i Biskopsgården i Göteborg, var en svensk målare, grafiker och tecknare.
Han var son till ingenjören David Eugen Reyman och Inez Sjöberg och från 1957 gift med Barbro Elisabeth Ahlberg. Reyman studerade för Nils Wedel vid Slöjdföreningens skola 1948–1951 och för Endre Nemes vid Valands konstskola i Göteborg 1951-1955 samt under ett stort antal studieresor bland annat till Nederländerna, Tyskland, Frankrike och Schweiz. Han tilldelades Charlotte Mannheimers stipendium 1954 och ett Nederländskt statligt konststipendium 1957. Han medverkade i Nationalmuseums utställning Unga tecknare, Decemberutställningarna på Göteborgs konsthall, Liljevalchs Nya Valand och utställningar arrangerade av konstnärsgruppen Grupp 54. Han deltog som en av representanterna i utställningen 20 West-schwedische Maler i Lübeck och Bochum samt i en utställning på Stedelijk museum i Amsterdam. Han medverkade ett flertal gånger i Valands grafikportföljer under 1950-talet. Bland hans offentliga arbeten märks en takmålning på Lantbruksuniversitetet i Uppsala och ett antal offentliga arbeten i Göteborg. Hans konst består av abstrakta målningar från en bred motivkrets utförda i pastell, akvarell eller teckning. Reyman är representerad vid Moderna museet,  Göteborgs konstmuseum och Örebro läns landsting.